# Sacramento (rijeka u SAD-u)
Sacramento je rijeka u SAD-u, sjevernom i središnjem dijelu američke savezne države Kalifornija.
Rijeka Sacramento polazi od jezera Shasta, nastalog nakon izgradnje istoimene brane. 
Međutim većina vode jezera čine rijeke koje polaze iz vulkanskih plato i planina sjeverne Kalifornije, a dva glavna vodotoka su: gornji Sacramento i rijeka Pit. Rijeka Pit najveća je pritoka jezera i rijeke, nastaje ulijevanjem vodotoka s platoa Modoc, a nakon 507 km se ulijeva u jezero Shasta. Gornji Sacramento, nastaje spajanjem južne i središnje grane podno planine Shaste, oko 8.8 km u smjeru zapad-jugozapadno od grada Mount Shasta, okrug Siskiyou, te pridonosi oko četiri puta manju količinu vode u jezero (120.9 m3/s
je utok rijeke Pit u jezero, a gornjeg Sacramenta 33.7 m3/s)
Glavna rijeka polazi podno planine Shasta i teče južno kroz planine Klamath. Planine napušta u blizini prvog većeg grada kroz koji protječe Reddinga. Dalje u svome tijeku prima brojne manje lijeve i desne pritoke (potoke Clear, Cottonwood, Cow, Thomes, Ash, Battle). Kako rijeka prolazi središnjom dolinom veliko dio toka je usmjeren u kanale za novodnjavanje u blizini Red Bluffa. 
Sacramento nastavlja južno gdje prima potok Mill Creek u blizini Tehama, zatim potoke Stony i Big Chico jugozapadno od mjesta Chico. Rijeka dalje protječe kroz gradić Colusa, a sljedeća pritoka je potok Butte oko 4.8 km zapadno od skupine osamljenih vulkanskih brežuljaka Sutter Buttes u sredini doline Sacramento.
Oko 40 km jugoistočno od Colusa u blizini Fremont Landinga, Sacramento prima svoju najveću pritoku rijeku Feather, koja se spušta sa Sierra Nevade na sjeveroistoku. Dalje 16 km nizvodno utječe u grad Sacramento gdje prima drugu najveću pritoku rijeku American. Ovdje se rijeka dijeli na dva dijela: glavni vodotok i umjetni "Sacramento Deep Water Ship Channel". Oba vodotoka nastavljaju prema jugu u nizinu te se ponovno ujedinjuju u estuariju delte Sacramento-San Joaquin u blizini gradića Rio Vista. 
Ušće rijeke Sacramento je zaljev Suisun u blizini grada Antiocha, gdje se miješa s rijekom San Joaquin, južno od brežuljaka Montezuma Hills. Rijeka Sacramento je u svome ušću široka gotovo 2 km. Zajedničke vode teku dalje prema zapadu kroz močvare zaljeva Suisun, zatim prolazom Carquinez, u zaljev San Pablo, pa zaljev San Francisco i konačno kroz prolaz Golden Gate u Tihi ocean sjeverno od San Francisca.
Rijeka Sacramento je od ušća u zaljev Suisun, do ulijevanja rijeke Pit duga oko 604 km. Duljina gornjeg Sacramenta, tj. od spoja srednje i južne grane do jezera Shasta ima još oko 116 km, što je ukupno oko 719 km (malo dulja južna grana gornjeg Sacramenta daje dodatnih 18 km što je ukupno 737 km). Kada se 507 km rijeke Pit doda 604 km, dobije se duljina sustava Pit Sacramento od 1110 km.